# Bobby Despotovski
Slobodan Despotovski, detto Bobby (Perth, 14 luglio 1971) è un ex calciatore australiano, di ruolo attaccante.

## Carriera

### Club
Nel campionato australiano, dove ha militato per gran parte della carriera, ha segnato più di 100 gol.

### Nazionale
Con la maglia della Nazionale ha collezionato solo 4 presenze riuscendo, però, a vincere l'argento nella Coppa d'Oceania nel 2002.